# الهام علی‌اف (قهرمان ملی)
الهام علی‌اف (ترکی آذربایجانی: İlham Əliyev ; ۵ مهٔ ۱۹۶۱ – ۱۹ اوت ۱۹۹۰) دارنده مدال قهرمان ملی جمهوری آذربایجان و از سربازان آذربایجانی کشته شده در جریان جنگ قره‌باغ می‌باشد.

## اوایل زندگی
الهام علی‌اف ۵ ماه مه سال ۱۹۶۱، در شهرستان گدابیگ چشم به جهان گشود. در سال ۱۹۷۸ آموزش متوسطه خود را تمام کرده و در ۱۹۸۰ راهی خدمت سربازی شد. در سال ۱۹۸۵ وارد «مدرسه ویژه پلیسی براینسک» شد.

## جنگ قره‌باغ
به دنبال حملات ارتش ارمنستان به منطقه مورد مناقشه قره‌باغ و شروع جنگ، در ۱۹ ماه اوت سال ۱۹۹۰ الهام علی‌اف جهت حفاظت از این سرزمین به خط مقدم جبهه اعزام شد. او در جریان نبردها بر سر روستای اسکی‌پاره شهرستان قزاخ از سوی نیروهای مسلح ارمنستان کشته شد. پیکر وی در شهرستان گدابیگ به خاک سپرده شد.

## خانواده
الهام علی‌اف متأهل و یک فرزند را دارا بود.

## نشان
به فرمان شماره ۸۳۱ رئیس‌جمهوری آذربایجان مورخ ۶ ژوئیه سال ۱۹۹۲، پس از مرگش به الهام علی‌اف نشان قهرمان ملی این کشور اعطاء گردید.

## گرامیداشت
- مدرسه شماره ۱ در شهرستان گدابیگ نام الهام علی‌اف را به یدک می‌کشد. تندیس او نیز در مقابل ساختمان مدرسه نصب شده‌است.
- در سال ۲۰۱۳، فیلمی موسوم به «قهرمانان دژ غیرقابل تصرف» دربارهٔ زندگی‌نامه و کارنامه نظامی الهام علی‌اف و ۳ نفر دیگر از دارندگان مدال قهرمان ملی اهل گدابیگ، مظاهر رستموف، آیتکین محمدوف، و اسکندر آزناووروف، ساخته شده‌است.[۶]